# Ptychosoma catalonicum
Ptychosoma catalonicum is een hooiwagen uit de familie Phalangodidae.